# Мюрквид
Мюрквид (др.-сканд. Myrkviðr; дословно мрачный или тёмный лес) — название ряда лесов в скандинавской мифологии и литературе. Название встречается в Старшей Эдде в «Перебранке Локи» (др.-сканд. Lokasenna), в «Песни об Атли» (др.-сканд. Atlakviða), в «Первой Песни о Хельге, убийце Хундинга» (др.-сканд. Helgakviða Hundingsbana I) и в «Песни о Хлёде» (др.-сканд. Hlöðskviða). Также понятие «чернолесье» встречается в «Книге с Плоского острова», в сагах о Хервёр и Fornmanna sögur.
В саге о Хервер Мюрквид разделяет страну готов (Gotaland) и гуннов (Гунналанд, Húnaland), что может соответствовать исчезнувшему лесному массиву в устье Днепра, известному Геродоту как Гилея. В качестве возражения данной гипотетической локализации можно вспомнить такие исторические факты, как разделение готов на вестготов и остготов в 291 году по Днепру (после чего степнякам-остготам отошла территория от Днепра до Дона), и первое появление гуннов у реки Дон в 370 г. В 375-376 году такое соседство привело к войне, в которой остготы во главе с Германарихом были разбиты и подчинились гуннам, а вестготы уже в 378 году были гуннами полностью выбиты за Дунай и вторглись в Римскую империю. Возвращаясь к Саге о Хервер, упоминающей темный непроходимый Мюрквид как границу между владениями готов и гуннов, нужно понимать, что поэт может иметь в виду лишь краткий 5-летний период мирного сосуществования двух народов, в саге изначально относящихся к двум разным государствам, и согласиться с гипотезой Тура Хейердала о нахождении Мюрквида в современной Ростовской области России, которая в рассматриваемое выше время была сильно заболочена.  
Производные этого понятия сохранились в топонимах в Швеции, Норвегии и других европейских странах. Наиболее известный топоним — Шварцвальд или «Чёрный лес» в Германии.

## Этимология
Слово myrkviðr представляет собой сложносоставное слово из: myrk — тёмный и viðr — лес. Слово Schwarzwald в немецком языке ранее обозначало любой хвойный лес в противовес «светлому», лиственному лесу.

## В современной литературе
В форме «Mirkwood» термин был использован в 1888 году Уильямом Моррисом в его книге «Сказание о доме Вольфингов», а позже и Толкином в своих работах. Именно в Лихолесье (Mirkwood) дух Саурона обрёл форму после того, как его убил Исилдур.